# Раевская, Елена Николаевна
Еле́на Никола́евна Рае́вская (29 августа 1803 — 10 сентября 1852, Рим) — русская аристократка из рода Раевских, адресат стихотворений А. С. Пушкина.

## Биография
Елена Николаевна была второй дочерью и шестым ребёнком в семье генерала Николая Николаевича Раевского и его супруги Софьи Алексеевны (урож. Константиновой). Её отец был участником Отечественной войны 1812 года, где отличился во многих сражениях. По описаниям современников, «была высокая, стройная, с прекрасными голубыми глазами, очень скромная и стыдливая».
В октябре 1816 года Елена Николаевна стала фрейлиной в свите императрицы Елизаветы Алексеевны, супруги императора Александра I. Несколько раз встречалась с поэтом Александром Пушкиным, в том числе и в Гурзуфе. Пушкин посвятил ей два стихотворения «s:Увы, зачем она блистает» и «s:Зачем безвременную скуку», которые были написаны в 1820 году.
После смерти отца, вместе с матерью и младшей сестрой Софьей уехала в Италию, где прожила до конца жизни. 
Скончалась 10 сентября 1852 года в Риме в возрасте 49 лет, приняв перед смертью католичество, поскольку католический священник отказался причащать православную.